# Argujillo
Argujillo es un municipio y villa española de la provincia de Zamora, en la comunidad autónoma de Castilla y León. Cuenta con una población de 218 habitantes (INE 2024). Se encuentra en el sureste provincial, dentro de la comarca tradicional de La Guareña. Su población se dedica principalmente a la agricultura, la ganadería y al sector servicios en la ciudad de Zamora.

## Toponimia
El nombre de Argujillo procede de un nombre latino tardío o vulgar que sería Arbuscellum y significaría en diminutivo un sitio con árboles o arboleda, cosa que cuadra muy bien al ocupado por el pueblo y sus alrededores. Como los nombres cambian a través del tiempo, Arbuscellum pasaría luego a Arbuxiello y éste a Arbuxillo, Arbujillo y finalmente a Argujillo.

## Historia

### Edad Antigua
En los primeros siglos de la era cristiana aparecen los primeros asentamientos o viviendas donde ahora se encuentra el pueblo. Lugares próximos al valle regado por el arroyo Talanda. Se descubrieron sepulturas de piedra o de piedras con huesos convertidos casi en polvo las cuales por sus formas podían pertenecer a la dominación romana en el camino de las bodegas llamadas de Portugal. En el Teso de la Horca de hallaron también piedras sepulcrales, el sepulcro antropomorfo o con hueco para la cabeza y de piedra de granito en la loma del Hocillo, otro sepulcro de la misma piedra y forma pero con tapa a dos aguas, mejor conservado y con esqueleto dentro fue descubierto detrás de la iglesia.

### Edad Media
En la Edad Media, Argujillo fue repoblado por los reyes leoneses dentro de los procesos repobladores que llevaron a cabo en la zona, de cara a asegurar sus posiciones en el proceso de la Reconquista. Asimismo, el 29 de abril de 1211, el rey Alfonso IX de León donó Argujillo a la Orden del Temple: "Do etiam eis Aruoyxelo cum omnibus suis directuris et pertenenciis", que quedó integrado dentro de la encomienda templaria de Zamora.

### Edad Moderna
En el siglo XVI, se recoge el reconocimiento de Argujillo como villa el 19 de julio de 1558. De este hecho se hizo eco la obra titulada "La Provincia de Zamora" en su tomo III (pág. 263):

"Argujillo, villa del partido de Fuentesaúco, ofrece la particularidad de sus privilegios de exención. Tiene uno, dado en Valladolid a 19 de julio de 1558, separándola de la jurisdicción de Zamora, y otro, expedido en el Buen Retiro, en 21 de enero de 1742, concediéndole todos los terrenos baldíos y realengos sin intervención de la ciudad". Este último sería del rey Felipe V de Borbón.

Por otro lado, el primer libro de Bautizos de la parroquia recoge la Memoria de la Venta de la Villa, describiéndolo de este modo:

"El emperador Carlos quinto y su madre la reina doña Juana ... por su ausencia en Flandes dieron comisión a su hira la princesa de Portugal, hermana de Felipe II, vendió y dio título y executoria de villa a esta de arguixillo por precio de un quento y quatrocientas y setenta mil mrs. (maravedíes) con que sirvió pª sua guerras y gastos como consta de la executoria que la villa tiene en el archivo de la yglesia, formada por la princesa y por ante el secretario juan bazquez de molina y Registrada por mto. de Urquijo y por los oydores del consejo de hacienda en la villa de valladolit a diez y nueve días del mes de julio de mil quinientos y cinquenta y ocho años".

### Edad Contemporánea
Asimismo, en la "Historia General Civil y Eclesiástica de la Provincia de Zamora", figura la noticia de que durante la Guerra de la Independencia Argujillo contempló saqueado su Pósito, y como Castrillo de la Guareña fue incendiado.
Con la creación de las actuales provincias en la división provincial de 1833, Argujillo quedó encuadrado en la provincia de Zamora, dentro de la Región Leonesa, la cual, como todas las regiones españolas de la época, carecía de competencias administrativas. Tras la constitución de 1978, este municipio pasó a formar parte en 1983 de la comunidad autónoma de Castilla y León, junto con el resto de municipios de la provincia de Zamora.

## Demografía
Cuenta con una población de 218 habitantes (INE 2024).
| Gráfica de evolución demográfica de Argujillo entre 1842 y 2021                                                       |
| |
| Población de derecho según los censos de población del INE. Población de hecho según los censos de población del INE. |

## Cultura

### Patrimonio

#### Iglesia parroquial

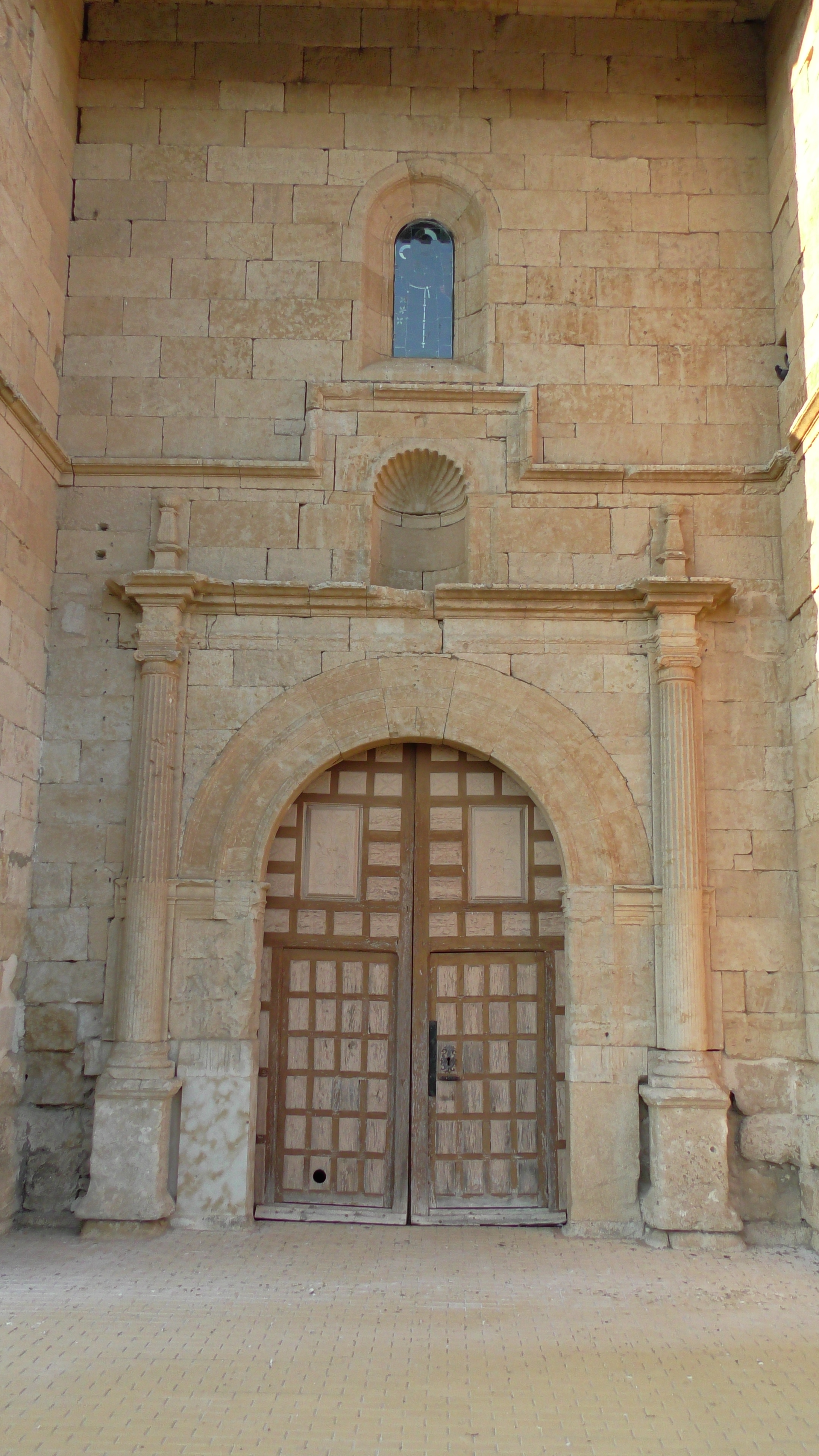
Portada de la iglesia

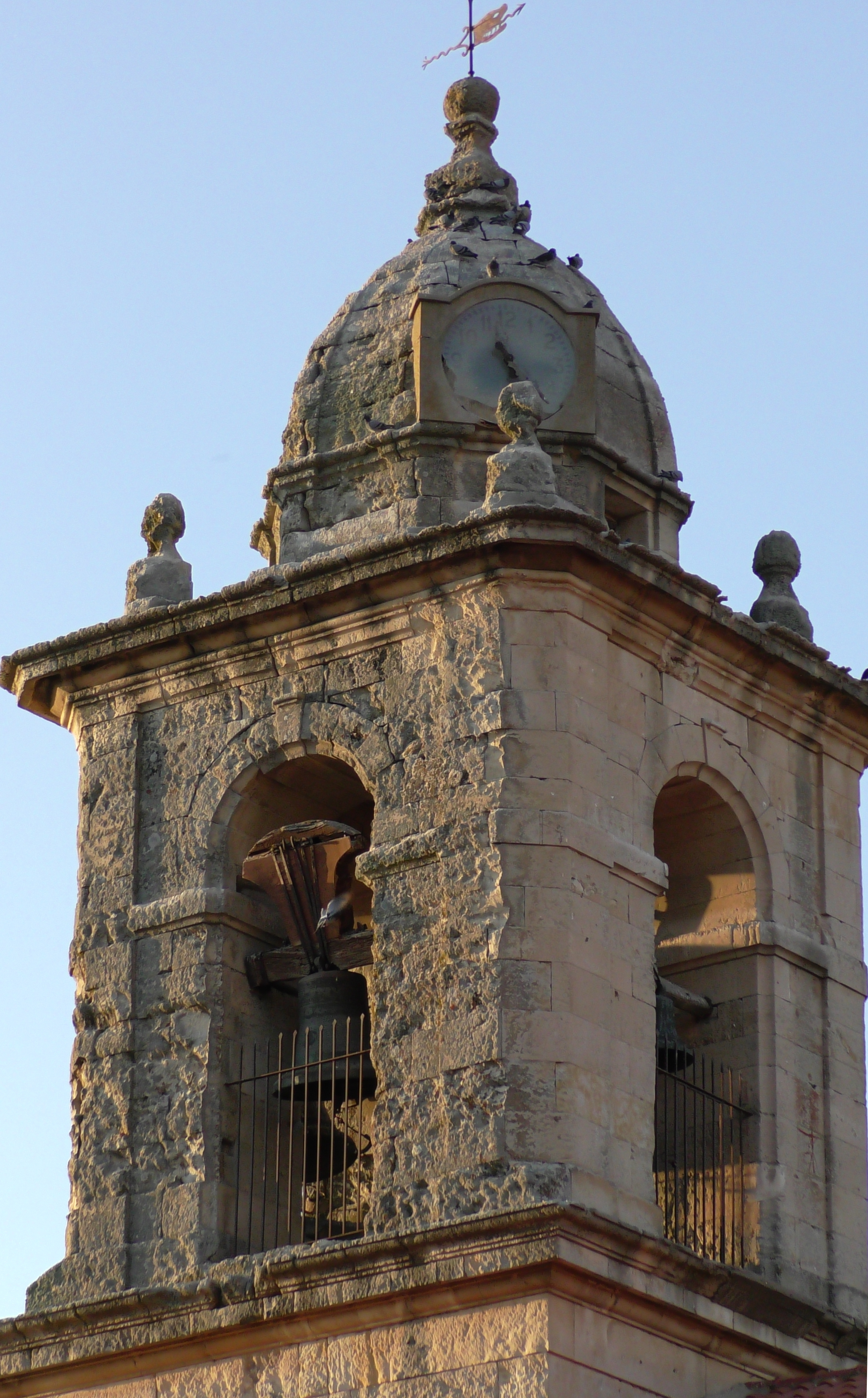
Detalle del campanario

Es el único edificio religioso de la villa y de una sola nave, abovedada toda ella. Es una de las más capaces del Obispado. Su fábrica es de sillería y bonita y esbelta su torre de 32 metros de altura, cuadrada y con remate en forma de medio limón. Tiene una escalera de caracol de 70 peldaños y en sus cuatro huecos 4 campanas de más de 500 kg las dos mayores y de 70 a 100 las pequeñas o esquilas. Las campanas se fundieron el año 1925 en Salamanca.
La fábrica de la Iglesia es de fines del siglo XVI, menos la parte de abajo o cercana a la torre que como esta son de fecha posterior. La torre tiene una inscripción grabada bajo la cornisa que dice que se acabó de construir en el año de 1819. También tiene la torre desde 1956 un reloj regalado por el buen argujillano Eustaquio Macías Miguel.
En la iglesia hay dos imágenes muy anteriores a su edificación, como la del Santo Cristo de la Oliva, que parece bizantino. Los altares de la iglesia con sus correspondientes retablos eran cinco. El mayor o de la Asunción de Nuestra Señora, el del Rosario, el del Sagrado Corazón de Jesús, el de la Inmaculada y el del Santo Cristo de la Oliva.
Existieron tres ermitas en el pueblo: la de Santa Marina, en el camino de la Pedrera, la de San Telmo en el camino de Valdegomín, y la principal, la del Santo Cristo del Humilladero, junto al pozo llamado de la Ermita, de la cual se conserva aún la efigie y el retablo.
Todas ellas sirvieron como cantera para construir la iglesia parroquial.

#### Casa consistoral
Está en la plaza Mayor. Debió de ser edificada alrededor del otoño de 1885.
La fachada es de sillería. Fue restaurado completamente a principios de los años 90.
Tiene dos pisos con luces y balconaje en la fachada donde está la puerta principal y ahora única. Antes tuvo otra por la carretera. En ella se encuentra el Juzgado de Paz y la Secretaría del Ayuntamiento.

#### Frontón
Entre la Clínica Farmacéutica y el puente se halla el soberbio frotón, inaugurado en 15 de agosto de 1959. Es de ladrillo y cemento en su mayor parte y fue construido por el Ayuntamiento con la Hermandad de Labradores en el extremo superior del prado del Soto y tocando con el arroyo.
Todos los años, sobre todo en la festividad de San Isidro, se celebran en él grandes partidos de pelota con carteles de jugadores destacables a nivel nacional.

#### Salón del Baile
Lo mandó construir el Ayuntamiento hacia 1949. Está situado a la izquierda de la carretera de Zamora y junto a la fuente pública y el parque, que fue construido en los años 80.
En el piso superior al cual se accede por una ancha escalera exterior, se encontraban las antiguas escuelas de los niños, a las cuales acudimos algunos, ya hace algunos años, ahora se encuentra la Asociación de Personas Mayores.
El piso bajo es un amplio salón de gran capacidad que se suele utilizar en las fiestas de La Pega (9-10 de febrero) además de la fiesta de San Isidro y otras ocasiones.

### Fiestas
Las más importantes el 9 de febrero La Pega y 13, 14 y 15 de agosto nuestra señora. Una de las costumbres típicas es la de poner el mayo el 30 de abril.